# Życie to plac budowy
Życie to plac budowy (niem. Das Leben ist eine Baustelle) – niemiecka komedia obyczajowa z 1997 roku w reżyserii Wolfganga Beckera. Zdjęcia do filmu kręcono w Berlinie.

## Fabuła
W mieście tak dużym jak Berlin trzeba dosłownie wpaść na swoją wielką miłość. Coś takiego przytrafia się Janowi w drodze do pracy w rzeźni. Zostaje on zamieszany w bójkę uliczną, powala dwóch policjantów po cywilnemu i musi uciekać. Towarzyszy mu Vera - piękna nieznajoma. Ta noc zmienia życia Jana. Traci on pracę, musi zapłacić karę, ale jest teraz z kobietą swoich marzeń. Tylko że ich szczęście nie trwa długo: Jan obawia się zarażenia wirusem HIV, a Vera każdej nocy wykrada się z jego łóżka, nie mówiąc, dokąd idzie.

## Obsada
- Jürgen Vogel jako Jan Nebel
- Christiane Paul jako Vera
- Ricky Tomlinson jako Buddy
- Armin Rohde jako Harri
- Martina Gedeck jako Lilo
- Andrea Sawatzki jako Sylvia
- Christina Papamichou jako Kristina
- Rebecca Hessing jako Jenni
- Wolfgang Becker jako szef rzeźni
- Richy Müller jako Theo
- Meret Becker jako Moni
- Ingeborg Westphal jako matka Jana
- Peter Gavajda jako Julian
- Stefan Arndt jako sędzia
- Heino Ferch jako szef supermarketu
- Andreja Schneider jako Brenda Lee

## Nagrody i nominacje
- 47. MFF w Berlinie:
  - Wygrana - Wyróżnienie honorowe dla Wolfganga Beckera
  - Nominacja - Udział w konkursie głównym o Złotego Niedźwiedzia[3]
- MFF w Valladolid:
  - Nominacja - Udział w konkursie głównym o nagrodę Złotego Kłosa